# Fodor Gyula (zenekritikus)
Fodor Gyula (Budapest, 1890. augusztus 20. – Budapest, Erzsébetváros, 1948. február 5.) zenekritikus, zenei író, szerkesztő.

## Élete
Fodor (Feigenbaum) Adolf (1865–1904) gyárigazgató és Pollák Regina (1867–1952) gyermekeként született óbudai zsidó családban. A Budapesti Tudományegyetem hallgatója volt, ahol jogi végzettséget szerzett. Ugyanakkor a Nemzeti Zenedének is növendéke volt. 1908-tól újságíróként működött és főleg zenei írásaival tűnt fel. Az elsők között állt Bartók Béla és Kodály Zoltán művészete mellé. A Zeneközlönybe és a Zenei Szemlébe írt cikkeivel vált neve ismertté. 1920-tól az Új Idők szerkesztője, 1923-tól az Esti Kurir című napilap zenekritikusa volt. Több zenei tárgyú könyvet és zenei ismertetőt írt. Ez utóbbi közül a legjelentékenyebb a Nibelungok gyűrűje című Wagner-könyve. Több német és francia szépirodalmi művet fordított. Részt vett a Révai Nagy Lexikon és az Uj Idők lexikonának zenetörténeti részének szerkesztésében.
Felesége Berg Marianna Antónia (írói neve: Berg Mária) volt, akivel 1916. augusztus 10-én Budapesten, a Ferencvárosban kötött házasságot. 1937 februárjában kitért a római katolikus vallásra.

## Főbb művei
- A Nibelung gyűrűje : ünnepi színjáték : ismertetés (Budapest, 1936)
- Zenélő óra (zenetörténeti anekdotagyűjtemény, Budapest, 1938)
- Zenei portrék (Budapest, 1938)